# Marc Andreessen
Marc Andreessen (ur. 9 lipca 1971 w Cedar Falls) – amerykański przedsiębiorca, współtwórca przeglądarek Mosaic i Netscape Navigator.

25 lutego 1993 roku zaproponował wstawianie obrazków do stron WWW.